# Faculdade de Medicina da Universidade de Ottawa
A Faculdade de Medicina da Universidade de Ottawa é uma escola de medicina bilíngue em Ottawa, Ontário, Canadá, fundada em 1945. Ela está localizada em um campus centralizado em Roger-Guindon Hall, no extremo leste de Ottawa e está anexado ao Campus Geral do Hospital de Ottawa. O Complexo de Ciências da Saúde é separado do campus da Universidade de Ottawa, no centro.